# Museo San Paolo
Il Piccolo Museo San Paolo o Museo San Paolo è un museo di Reggio Calabria.
Il museo sorge nel Palazzo della Cultura, dietro il Santuario di San Paolo (o San Paolo alla Rotonda) e presenta una collezione molto ricca.

## La collezione
Il museo, conserva un vero tesoro di oggetti e arredi sacri e ospita una pinacoteca e una raccolta di icone.

### Icone
Lo spazio espositivo del museo ospita oltre 180 icone di varie epoche provenienti dai paesi balcanici, dalla Grecia, dalla Russia e dalla Calabria. Alcune molto rare sono testimonianza dei secoli di presenza ortodossa nel Sud Italia.
Di notevole importanza sono l'icona con la Madonna e il Bambino, quella con San Gerasimo e l'icona russa con calendario e rappresentazione dei 30 santi giorno per giorno.

### Argenti
La sezione degli argenti, disposta nella sala centrale, comprende 200 opere provenienti da tutta Italia e dall'estero, tra cui una coppa e un uovo del famoso orafo francese Fabergé.
Nella sezione delle sculture si potranno osservare una "testina gotica", ritrovata a Reggio, che raffigura Federico II giovane, una gotica "Madonna con Bambino", colonne medioevali ed arabo-normanne.
Di particolare rilievo un cofanetto in stile orientale del 1776, reliquiario donato a Dio dal re Carlo di Borbone, e 40 calici, tra cui alcuni di Filippo Juvara e Pietro Juvara, 26 incensieri e 18 ostensori.

### Avori
Nella serie degli avori troviamo una "Madonna con bambino", gotico francese, scolpita su un frammento di zanna di ippopotamo e uno splendido Crocifisso del XVI secolo. Nella Biblioteca interessanti alcuni manoscritti dei musicisti Perosi e Cilea; nella sezione numismatica vi sono monete dai secoli della Magna Grecia all'epoca moderna.

### Pinacoteca
La Pinacoteca comprende oltre un centinaio di opere dal XIV al XIX secolo, tra cui una tavola di "San Michele che uccide il drago" attribuita ad Antonello da Messina.
Tra le altre 100 opere custodite nel museo spicca una tavola del 1491 de "la Vergine" attribuita a Cima da Conegliano.

## Storia del museo
Fondatore del piccolo Museo fu Mons. Gangemi, sacerdote colto, autore di pubblicazioni, testi teatrali, fine conoscitore del Greco antico e del Latino, oltre che fine dicitore. Egli volle la fondazione perché tutto il suo lavoro di ricerca restasse alla città. Morì povero e conservò fino all'ultimo quella semplicità nei costumi che è solo delle persone speciali.